# Germil (Penalva do Castelo)
Germil é uma povoação portuguesa sede da Freguesia de Germil do Município de Penalva do Castelo, freguesia com 5,41 km² de área e 436 habitantes (censo de 2021), tendo, por isso, uma densidade populacional de 80,6 hab./km².

## Demografia
A população registada nos censos foi:
| Distribuição da População por Grupos Etários | Distribuição da População por Grupos Etários | Distribuição da População por Grupos Etários | Distribuição da População por Grupos Etários | Distribuição da População por Grupos Etários |
| -------------------------------------------- | -------------------------------------------- | -------------------------------------------- | -------------------------------------------- | -------------------------------------------- |
| Ano                                          | 0-14 Anos                                    | 15-24 Anos                                   | 25-64 Anos                                   | > 65 Anos                                    |
| 2001                                         | 65                                           | 61                                           | 216                                          | 103                                          |
| 2011                                         | 55                                           | 43                                           | 213                                          | 116                                          |
| 2021                                         | 53                                           | 38                                           | 196                                          | 149                                          |

## Património
- Igreja Paroquial de Germil
- Capela de Nossa Senhora da Vitória, no Lamegal